# Riđi tinamu
Riđi tinamu (lat. Crypturellus brevirostris) je vrsta ptice iz roda Crypturellus iz reda tinamuovki. 
Živi u močvarnim šumama tropskih regija Južne Amerike. Udomaćen je u sjeveroistočnom i sjeverozapadnom Brazilu, Francuskoj Gvajani i istočnom Peruu.
Dug je oko 27-29 centimetara. Gornji dijelovi su riđi, sa štraftastom crnom. Grlo je bijelo, a prsa su svjetlo-riđa. Trbuh je bijel, a bokovi su štraftasto-crni. Noge su žućkasto-sive.
Hrani se plodovima s tla ili niskih grmova. Također se hrani i malom količinom biljnih dijelova i manjih beskralježnjaka. Mužjak inkubira jaja koja mogu biti od čak četiri različite ženke. Inkubacija obično traje 2-3 tjedna.

## Vanjske poveznice
|  | Wikivrste imaju podatke o taksonu Crypturellus brevirostris |